# Championnat des Antilles néerlandaises de football 1978-1979
Navigation
Saison précédente Saison suivante
La saison 1978-1979 du Championnat des Antilles néerlandaises de football est la seizième édition de la Kopa Antiano, le championnat des Antilles néerlandaises. Les deux meilleures équipes d'Aruba, de Bonaire et de Curaçao se rencontrent lors d'un tournoi inter-îles.
La compétition se déroule en trois phases :
- Un premier tour oppose en matchs aller-retour un champion d'une île au vice-champion d'une autre île. Le vainqueur se qualifie pour les demi-finales, le vaincu participe au tour de repêchage.
- Le tour de repêchage voit les trois perdants du premier tour s'affronter au sein d'une poule unique. Le meilleur club se qualifie pour les demi-finales.
- La phase finale regroupe les quatre clubs toujours en lice, qui s'affrontent lors des demi-finales et de la finale, jouées en matchs aller et retour.

C'est le CRKSV Jong Colombia qui est sacré cette saison après avoir battu le double tenant du titre, le CRKSV Jong Holland en finale. Il s’agit du quatrième titre de champion des Antilles néerlandaises de l’histoire du club.
Le vainqueur de la Kopa Antiano et le finaliste se qualifient pour la Coupe des champions de la CONCACAF 1979.

## Compétition
Le barème utilisé pour établir le classement est le suivant :
- Victoire : 2 points
- Match nul : 1 point
- Défaite : 0 point

### Championnat d'Aruba
- Le SV Racing Club Aruba est sacré champion d'Aruba, devant le SV Estrella. Les deux clubs se qualifient pour la Kopa Antiano.

### Championnat de Bonaire
- Le SV Estrellas est sacré champion de Bonaire, devant le Real Rincon. Les deux clubs se qualifient pour la Kopa Antiano.

### Championnat de Curaçao

#### Phase régulière
| Rang | Équipe                     | Pts | J  | G  | N | P  | Bp | Bc | Diff |
| ---- | -------------------------- | --- | -- | -- | - | -- | -- | -- | ---- |
| 1    | CRKSV Jong Holland         | 34  | 21 | 15 | 4 | 2  | 43 | 18 | +25  |
| 2    | CRKSV Jong Colombia        | 28  | 21 | 11 | 6 | 4  | 29 | 14 | +15  |
| 3    | Sport Unie Brion-TrappersT | 28  | 21 | 11 | 6 | 4  | 36 | 24 | +12  |
| 4    | RKVFC Sithoc               | 20  | 21 | 7  | 6 | 8  | 22 | 19 | +3   |
| 5    | SV Victory Boys            | 20  | 21 | 6  | 8 | 7  | 34 | 32 | +2   |
| 6    | VESTA WillemstadP          | 15  | 21 | 6  | 3 | 12 | 19 | 33 | -14  |
| 7    | RKSV Scherpenheuvel        | 13  | 21 | 4  | 5 | 12 | 22 | 44 | -22  |
| 8    | RKSV Centro Dominguito     | 10  | 21 | 3  | 4 | 14 | 17 | 38 | -21  |

|  | Qualification pour la phase finale                 |
|  | Participation au match pour la 4e place            |
|  | Relégation directe en B-Klasse                     |
|  | T : Tenant du titre P : Promu de deuxième division |

Match de classement pour la 4e place :
| Équipe 1        | Résultat      | Équipe 2     |
| --------------- | ------------- | ------------ |
| SV Victory Boys | 1 - 1 5-2 tab | RKVFC Sithoc |

#### Phase finale
|  | Demi-finales                        | Demi-finales                        | Demi-finales                        | Demi-finales                        |                     |                     | Finale               | Finale               | Finale               | Finale               |
|  |                                     |                                     |                                     |                                     |                     |                     |                      |                      |                      |                      |
|  | 27 septembre, 1er et 4 octobre 1978 | 27 septembre, 1er et 4 octobre 1978 | 27 septembre, 1er et 4 octobre 1978 | 27 septembre, 1er et 4 octobre 1978 |                     |                     | 8 et 15 octobre 1978 | 8 et 15 octobre 1978 | 8 et 15 octobre 1978 | 8 et 15 octobre 1978 |
|  | CRKSV Jong Colombia                 | CRKSV Jong Colombia                 | 1                                   | 1 [1]                               |                     |                     | 8 et 15 octobre 1978 | 8 et 15 octobre 1978 | 8 et 15 octobre 1978 | 8 et 15 octobre 1978 |
|  | CRKSV Jong Colombia                 | CRKSV Jong Colombia                 | 1                                   | 1 [1]                               |                     |                     | 8 et 15 octobre 1978 | 8 et 15 octobre 1978 | 8 et 15 octobre 1978 | 8 et 15 octobre 1978 |
|  | Sport Unie Brion-TrappersT          | Sport Unie Brion-TrappersT          | 0                                   | 3 [0]                               |                     |                     | 8 et 15 octobre 1978 | 8 et 15 octobre 1978 | 8 et 15 octobre 1978 | 8 et 15 octobre 1978 |
|  | Sport Unie Brion-TrappersT          | Sport Unie Brion-TrappersT          | 0                                   | 3 [0]                               | CRKSV Jong Colombia | CRKSV Jong Colombia | 1                    | 0                    |                      |                      |
|  | 24 et 29 septembre 1978             |                                     |                                     |                                     | CRKSV Jong Colombia | CRKSV Jong Colombia | 1                    | 0                    |                      |                      |
|  |                                     |                                     | CRKSV Jong Holland                  | CRKSV Jong Holland                  | 2                   | 1                   |                      |                      |                      |                      |
|  | CRKSV Jong Holland                  | CRKSV Jong Holland                  | CRKSV Jong Holland                  | CRKSV Jong Holland                  | 2                   | 1                   | 2                    | 3                    |                      |                      |
|  | CRKSV Jong Holland                  | CRKSV Jong Holland                  |                                     |                                     |                     |                     |                      | 3                    |                      |                      |
|  | SV Victory Boys                     | SV Victory Boys                     | 0                                   | 0                                   |                     |                     |                      |                      |                      |                      |
|  | SV Victory Boys                     | SV Victory Boys                     | 0                                   | 0                                   |                     |                     |                      |                      |                      |                      |

- Le CRKSV Jong Holland et le CRKSV Jong Colombia se qualifient pour la Kopa Antiano.

### Kopa Antiano

#### Premier tour
| Équipe 1             | Résultat | Équipe 2            | Aller | Retour |
| -------------------- | -------- | ------------------- | ----- | ------ |
| CRKSV Jong HollandT  | 4 - 1    | SV Estrella         | 1 - 1 | 3 - 0  |
| SV Estrellas         | 0 - 4    | CRKSV Jong Colombia | 0 - 0 | 0 - 4  |
| SV Racing Club Aruba | 2e - 2   | Real Rincon         | 0 - 1 | 2 - 1  |

#### Poule de repêchage
Les trois clubs ayant perdu au premier tour s'affrontent à nouveau une fois.
| Rang | Équipe       | Pts | J | G | N | P | Bp | Bc | Diff |  | Résultats (▼ dom., ► ext.) | SUBT | Rea | Juv |
| ---- | ------------ | --- | - | - | - | - | -- | -- | ---- |  | -------------------------- | ---- | --- | --- |
| 1    | SV Estrellas | 2   | 1 | 1 | 0 | 0 | 1  | 0  | +1   |  | SV Estrellas               |      |     |     |
| 2    | Real Rincon  | 2   | 2 | 1 | 0 | 1 | 6  | 3  | +3   |  | Real Rincon                | 0-1  |     |     |
| 3    | SV Estrella  | 0   | 1 | 0 | 0 | 1 | 2  | 6  | -4   |  | SV Estrella                |      | 2-6 |     |

|  | Qualification pour la phase finale |

- Le résultat de la rencontre entre le SV Estrellas et le SV Estrella n'est pas connu.

#### Phase finale
|  | Demi-finales          | Demi-finales          | Demi-finales          | Demi-finales          |                     |                     | Finale                 | Finale                 | Finale                 | Finale                 |
|  |                       |                       |                       |                       |                     |                     |                        |                        |                        |                        |
|  | 20 et 27 janvier 1979 | 20 et 27 janvier 1979 | 20 et 27 janvier 1979 | 20 et 27 janvier 1979 |                     |                     | 1er et 10 février 1979 | 1er et 10 février 1979 | 1er et 10 février 1979 | 1er et 10 février 1979 |
|  | CRKSV Jong HollandT   | CRKSV Jong HollandT   | 5                     | 1                     |                     |                     | 1er et 10 février 1979 | 1er et 10 février 1979 | 1er et 10 février 1979 | 1er et 10 février 1979 |
|  | CRKSV Jong HollandT   | CRKSV Jong HollandT   | 5                     | 1                     |                     |                     | 1er et 10 février 1979 | 1er et 10 février 1979 | 1er et 10 février 1979 | 1er et 10 février 1979 |
|  | SV Racing Club Aruba  | SV Racing Club Aruba  | 0                     | 1                     |                     |                     | 1er et 10 février 1979 | 1er et 10 février 1979 | 1er et 10 février 1979 | 1er et 10 février 1979 |
|  | SV Racing Club Aruba  | SV Racing Club Aruba  | 0                     | 1                     | CRKSV Jong HollandT | CRKSV Jong HollandT | 1                      | 0                      |                        |                        |
|  | 20 et 27 janvier 1979 |                       |                       |                       | CRKSV Jong HollandT | CRKSV Jong HollandT | 1                      | 0                      |                        |                        |
|  |                       |                       | CRKSV Jong Colombia   | CRKSV Jong Colombia   | 0                   | 2                   |                        |                        |                        |                        |
|  | SV Estrellas          | SV Estrellas          | CRKSV Jong Colombia   | CRKSV Jong Colombia   | 0                   | 2                   | 0                      | 0                      |                        |                        |
|  | SV Estrellas          | SV Estrellas          |                       |                       |                     |                     |                        | 0                      |                        |                        |
|  | CRKSV Jong Colombia   | CRKSV Jong Colombia   | 1                     | 1                     |                     |                     |                        |                        |                        |                        |
|  | CRKSV Jong Colombia   | CRKSV Jong Colombia   | 1                     | 1                     |                     |                     |                        |                        |                        |                        |

## Bilan de la saison
| Championnat des Antilles néerlandaises de football 1978-1979 |                                |
| Champion                                                     | CRKSV Jong Colombia (6e titre) |
| Qualifications continentales                                 |                                |
| Coupe des champions de la CONCACAF 1979                      | CRKSV Jong Colombia            |
| Coupe des champions de la CONCACAF 1979                      | CRKSV Jong Holland             |
| Promotions et relégations                                    |                                |
| Promus en Kopa Antiano                                       | Aucun                          |
| Relégués                                                     | Aucun                          |